# Максюта Микола Іванович
Микола Іванович Максюта (1910, місто Таганрог, тепер Ростовської області, Російська Федерація — 18 грудня 1975, місто Хмельницький) — український радянський діяч, секретар Хмельницького обласного комітету КПУ.

## Біографія
Народився в родині робітника.
У 1933 році закінчив Київський зоотехнічний інститут.
З 1933 року служив у Червоній армії.
Після демобілізації працював старшим зоотехніком Волочиського районного земельного відділу Кам'янець-Подільської області.
Член ВКП(б) з 1940 року.
З 1941 року працював на відповідальній роботі в керівних органах сільського господарства, на 1947—1948 роки був заступником завідувача сільськогосподарського відділу Кам'янець-Подільського обласного комітету КП(б)У. До лютого 1954 року — завідувач сільськогосподарського відділу Кам'янець-Подільського (Хмельницького) обласного комітету КПУ.
У лютому (затв. березень) 1954 — 9 січня 1963 року — секретар Хмельницького обласного комітету КПУ з питань сільського господарства.
У січні 1963 — 1970 року — заступник керуючого Хмельницького обласного цукробурякотресту.
З 1970 року — персональний пенсіонер союзного значення в місті Хмельницький.
Помер після важкої і тривалої хвороби 18 грудня 1975 року.

## Нагороди
- орден Леніна (26.02.1958)
- орден «Знак Пошани» (23.01.1948)
- медалі